# Zelimchan Bakaev
Zelimchan Džabrailovič Bakaev (in russo Зелимхан Джабраилович Бакаев?; Nazran', 1º luglio 1996) è un calciatore russo, centrocampista della Lokomotiv Mosca e della nazionale russa.

## Caratteristiche tecniche
È un esterno destro.

## Carriera

### Club
Cresciuto nelle giovanili dello Spartak Mosca, ha esordito in prima squadra il 23 settembre 2015 in un match di Kubok Rossii vinto 7-0 contro il Volga Nižnij Novgorod
Il 1º giugno 2022 viene annunciata l'interruzione del suo rapporto con il club capitolino.

### Nazionale
Ha giocato nella nazionale russa Under-21.
Il 7 settembre 2021 realizza la sua prima rete in nazionale maggiore nel successo per 2-0 contro Cipro.

## Statistiche

### Presenze e reti nei club
| Stagione        | Squadra         | Campionato      | Campionato | Campionato | Coppe nazionali | Coppe nazionali | Coppe nazionali | Coppe continentali | Coppe continentali | Coppe continentali | Altre coppe | Altre coppe | Altre coppe | Totale | Totale | Totale |
| Stagione        | Squadra         | Comp            | Pres       | Reti       | Comp            | Pres            | Reti            | Comp               | Pres               | Reti               | Comp        | Pres        | Reti        | Pres   | Reti   |        |
| --------------- | --------------- | --------------- | ---------- | ---------- | --------------- | --------------- | --------------- | ------------------ | ------------------ | ------------------ | ----------- | ----------- | ----------- | ------ | ------ | ------ |
| 2015-2016       | Spartak Mosca   | PL              | 0          | 0          | CR              | 2               | 0               | UEL                | 0                  | 0                  |             | -           | -           | 2      | 0      |        |
| 2016-2017       | Spartak Mosca   | PL              | 0          | 0          | CR              | 0               | 0               |                    | -                  | -                  |             | -           | -           | 0      | 0      |        |
| 2017-2018       | Spartak Mosca   | PL              | 5          | 0          | CR              | 1               | 0               | UCL                | 0                  | 0                  | SR          | 0           | 0           | 6      | 0      |        |
| 2018-2019       | Arsenal Tula    | PL              | 25         | 4          | CR              | 4               | 0               | -                  | -                  | -                  | -           | -           | -           | 29     | 4      |        |
| 2019-2020       | Spartak Mosca   | PL              | 27         | 6          | CR              | 4               | 1               | UEL                | 4                  | 3                  |             | -           | -           | 35     | 10     |        |
| 2020-2021       | Spartak Mosca   | PL              | 23         | 1          | CR              | 3               | 0               | -                  | -                  | -                  |             | -           | -           | 16     | 1      |        |
| 2021-2022       | Spartak Mosca   | PL              | 15         | 0          | KR              | 0               | 0               | UCL+UEL            | 2+5                | 0+1                | -           | -           | -           | 22     | 1      |        |
| Spartak Mosca   | Spartak Mosca   | Spartak Mosca   | 70         | 7          |                 | 10              | 1               |                    | 11                 | 4                  |             | 1           | 0           | 92     | 12     |        |
| Totale carriera | Totale carriera | Totale carriera | 95         | 11         |                 | 14              | 1               |                    | 11                 | 4                  |             | 1           | 0           | 121    | 16     |        |

### Cronologia presenze e reti in nazionale
| Cronologia completa delle presenze e delle reti in nazionale ― Russia | Cronologia completa delle presenze e delle reti in nazionale ― Russia | Cronologia completa delle presenze e delle reti in nazionale ― Russia | Cronologia completa delle presenze e delle reti in nazionale ― Russia | Cronologia completa delle presenze e delle reti in nazionale ― Russia | Cronologia completa delle presenze e delle reti in nazionale ― Russia | Cronologia completa delle presenze e delle reti in nazionale ― Russia | Cronologia completa delle presenze e delle reti in nazionale ― Russia |
| Data                                                                  | Città                                                                 | In casa                                                               | Risultato                                                             | Ospiti                                                                | Competizione                                                          | Reti                                                                  | Note                                                                  |
| --------------------------------------------------------------------- | --------------------------------------------------------------------- | --------------------------------------------------------------------- | --------------------------------------------------------------------- | --------------------------------------------------------------------- | --------------------------------------------------------------------- | --------------------------------------------------------------------- | --------------------------------------------------------------------- |
| 13-10-2019                                                            | Nicosia                                                               | Cipro                                                                 | 0 – 5                                                                 | Russia                                                                | Qual. Euro 2020                                                       | -                                                                     | 77’                                                                   |
| 16-11-2019                                                            | San Pietroburgo                                                       | Russia                                                                | 1 – 4                                                                 | Belgio                                                                | Qual. Euro 2020                                                       | -                                                                     | 50’                                                                   |
| 19-11-2019                                                            | Serravalle                                                            | San Marino                                                            | 0 – 5                                                                 | Russia                                                                | Qual. Euro 2020                                                       | -                                                                     |                                                                       |
| 3-9-2020                                                              | Mosca                                                                 | Russia                                                                | 3 – 1                                                                 | Serbia                                                                | UEFA Nations League 2020-2021 - 1º turno                              | -                                                                     | 68’                                                                   |
| 8-10-2020                                                             | Mosca                                                                 | Russia                                                                | 1 – 2                                                                 | Svezia                                                                | Amichevole                                                            | -                                                                     | 74’                                                                   |
| 14-10-2020                                                            | Mosca                                                                 | Russia                                                                | 0 – 0                                                                 | Ungheria                                                              | UEFA Nations League 2020-2021 - 1º turno                              | -                                                                     | 56’                                                                   |
| 1-9-2021                                                              | Mosca                                                                 | Russia                                                                | 0 – 0                                                                 | Croazia                                                               | Qual. Mondiali 2022                                                   | -                                                                     | 70’                                                                   |
| 4-9-2021                                                              | Nicosia                                                               | Cipro                                                                 | 0 – 2                                                                 | Russia                                                                | Qual. Mondiali 2022                                                   | -                                                                     | 64’                                                                   |
| 7-9-2021                                                              | Mosca                                                                 | Russia                                                                | 2 – 0                                                                 | Malta                                                                 | Qual. Mondiali 2022                                                   | 1                                                                     | 46’                                                                   |
| 8-10-2021                                                             | Kazan'                                                                | Russia                                                                | 1 – 0                                                                 | Slovacchia                                                            | Qual. Mondiali 2022                                                   | -                                                                     | 73’                                                                   |
| 11-10-2021                                                            | Maribor                                                               | Slovenia                                                              | 1 – 2                                                                 | Russia                                                                | Qual. Mondiali 2022                                                   | -                                                                     | 86’                                                                   |
| 14-11-2021                                                            | Spalato                                                               | Croazia                                                               | 1 – 0                                                                 | Russia                                                                | Qual. Mondiali 2022                                                   | -                                                                     | 78’                                                                   |
| 24-9-2022                                                             | Bishkek                                                               | Kirghizistan                                                          | 1 – 2                                                                 | Russia                                                                | Amichevole                                                            | -                                                                     | 46’                                                                   |
| 19-3-2025                                                             | Mosca                                                                 | Russia                                                                | 5 – 0                                                                 | Grenada                                                               | Amichevole                                                            | 1                                                                     | 46’                                                                   |
| 25-3-2025                                                             | Mosca                                                                 | Russia                                                                | 5 – 0                                                                 | Zambia                                                                | Amichevole                                                            | -                                                                     | 58’                                                                   |
| Totale                                                                |                                                                       | Presenze                                                              | 15                                                                    |                                                                       | Reti                                                                  | 2                                                                     |                                                                       |

## Palmarès
- Campionato russo: 2

Spartak Mosca: 2016-2017
Zenit San Pietroburgo: 2022-2023
- Supercoppa di Russia: 2

Spartak Mosca: 2017
Zenit San Pietroburgo: 2023
- Coppa di Russia: 1

Spartak Mosca: 2021-2022